# ژزاوا
ژزاوا (به لهستانی:  Rzezawa) یک روستا در لهستان است که در گمینا ژزاوا واقع شده‌است. ژزاوا ۲٬۵۰۰ نفر جمعیت دارد.